# Heroic (Film)
Heroic (Originaltitel: Heroico, dt.: „Heldenhaft“) ist ein Spielfilm von David Zonana aus dem Jahr 2023. Das Drama blickt auf das mexikanische Militär und die gewalttätigen sozialen Codes, die das Leben in den Kasernen und darüber hinaus regeln. Die Hauptrolle übernahm Santiago Sandoval Carbajal.
Die Uraufführung der mexikanisch-schwedischen Koproduktion fand im Januar 2023 beim 39. Sundance Film Festival statt, wo das Werk in den internationalen Spielfilmwettbewerb eingeladen wurde. Die europäische Premiere soll im Februar 2023 auf der 73. Berlinale erfolgen.

## Handlung
Der 18-jährige Luis meldet sich als Infanteriekadett am Heroic Military College an. Er hat die Hoffnung, Offizier zu werden und damit seine Familie zu unterstützen. Die Militärschule befindet sich versteckt in den Bergen und wurde aus riesigen Steinplatten gebaut. Sie ist umgeben von Statuen, die zu Ehren aztekischer Götter errichtet wurden und folgt einem strengen Verhaltenskodex. Der Lehrplan kombiniert alltägliches militärisches Training mit Ritualen des Missbrauchs und der Demütigung. Als Luis die Aufmerksamkeit des sadistischen Sergeant Sierra auf sich zieht, lernt er neue Lektionen in Grausamkeit und außerschulischer Kriminalität kennen. Es folgt Luis’ desillusionierter Abstieg in den Wahnsinn.

## Hintergrund
Heroic ist der zweite Spielfilm des mexikanischen Regisseurs David Zonana. Die Hauptrolle des Luis übernahm der im Kino noch unerfahrene Santiago Sandoval Carbajal. Bei den Vorbereitungen auf die Dreharbeiten konnte er sich auf seine eigenen Erfahrungen als ehemaliger Kadett stützen.

## Veröffentlichung
Der Film wurde am 21. Januar 2023 beim 39. Sundance Film Festival uraufgeführt. Die europäische Premiere soll am 20. Februar 2023 auf der 73. Berlinale erfolgen.

## Auszeichnungen
Heroic erhielt beim Sundance Film Festival 2023 eine Einladung in den Wettbewerb um den Großen Preis der Jury für den besten ausländischen Spielfilm.